# Ribeira do Mouro
A Ribeira do Mouro é um curso de água português, localizado na freguesia açoriana das Cinco Ribeiras, concelho da Angra do Heroísmo, ilha Terceira, arquipélago dos Açores.
Este curso de água encontra-se geograficamente dentro das coordendas de Latitude 38.6833333 Norte e de Longitude -27.3166667 Oeste, localizado na parte Sul da ilha Terceira e tem a sua origem a cerca de 500 metros de altitude, nos contrafortes do vulcão da Serra de Santa Bárbara, a maior formação geológica da ilha Terceira que se eleva a 1021 metros acima do nível do mar e faz parte de bacia hidrográfica gerada pela própria montanha.
Este curso de água atravessa a freguesia das Cinco Ribeiras e precipita-se no Oceano Atlântico entre o Porto das Cinco Ribeiras e o sítio do Pilar da Costa do cimo de uma falésia com cerca de 57 metros de altura.